# Комарова, Наталья Ивановна
Наталия Ивановна Комарова (Комета) — российский рок-продюсер, музыкальный менеджер.

## Биография
Родилась 15.09.1958.
В 1982 году окончила филфак Московского государственного университета.
В 1984 году создала легендарный самиздатовский рок-журнал «Зомби» и возглавляла его редколлегию на протяжении всех выпущенных 16 номеров, вплоть до 1992 года.
Организовала первый в Москве «неофициальный» концерт группы «Алиса» во главе с Константином Кинчевым. Концерт состоялся в общежитии биологического факультета МГУ.
В 1987 году выступила соорганизатором рок-фестиваля в Черноголовке и Подольского рок-фестиваля.
Организовала московский рок-фестиваль «СыРок» 1988—1992 гг.
Выступала директором множества групп, включая «НИИ Косметики».
В 1992 году защитила кандидатскую диссертацию на тему «Стиль рок как социальное явление 80-х — начала 90-х годов: Теоретико-методологическое исследование».
В 1993 году окончила аспирантуру социологического факультета по специальности 22.00.01 (Теория, методология и история социологии).
В 1996 году создала и зарегистрировала в Министерстве юстиции РФ первый Российский интернет-клуб «СКРИН» и открыла первое в стране арт-интернет-кафе.
В 1999 году Наталья Комарова провела на площадке клуба «СКРИН» московскую сессию югославского международного джазового фестиваля «Ринг Ринг». Из-за военных действий на территории Югославии фестиваль не мог быть проведён в Белграде, и джазовые музыканты всего мира в знак солидарности провели одновременно концерты во многих городах всей планеты. Московскую акцию курировал знаменитый саксофонист Сергей Летов. На московском концерте выступили гитарист Олег Липатов, перкуссионист Михаил Жуков и группа «Семь барабанов», трио новой духовной музыки «НЕТЕ», поэт Дмитрий Александрович Пригов, саксофонисты Сергей Летов и Юрий Яремчук, саксофонист из США Mike Ellis, перкуссионист Борис Стучебрюков, гитарист Александр Костиков, электронщик московской команды «Николай Коперник» Юрий Орлов, стеб-роковая группа «Чистая любовь». Трансляция концертов в интернет велась только из московского «СКРИН»-а, Питера и Италии.
В 2004 году вела блог в Живом Журнале под ником cometnow (ныне удалён).
Преподавала в МГУ и в Московском городском педагогическом университете (МГПУ), в 2004—2006 годах — заведующая кафедрой информационных технологий в образовании МГПУ, до 2012 года — заведующая лабораторией информационно-образовательных технологий того же университета.
С 2012 года — ведущий научный сотрудник лаборатории развития ребёнка Научно-исследовательского института столичного образования (НИИСО); ею подготовлены Методические рекомендации по проведению уроков «Безопасность в интернете» в начальной и средней школе.
В 2012 году выступала против уничтожения заказника Большой Утриш.